# Lupek

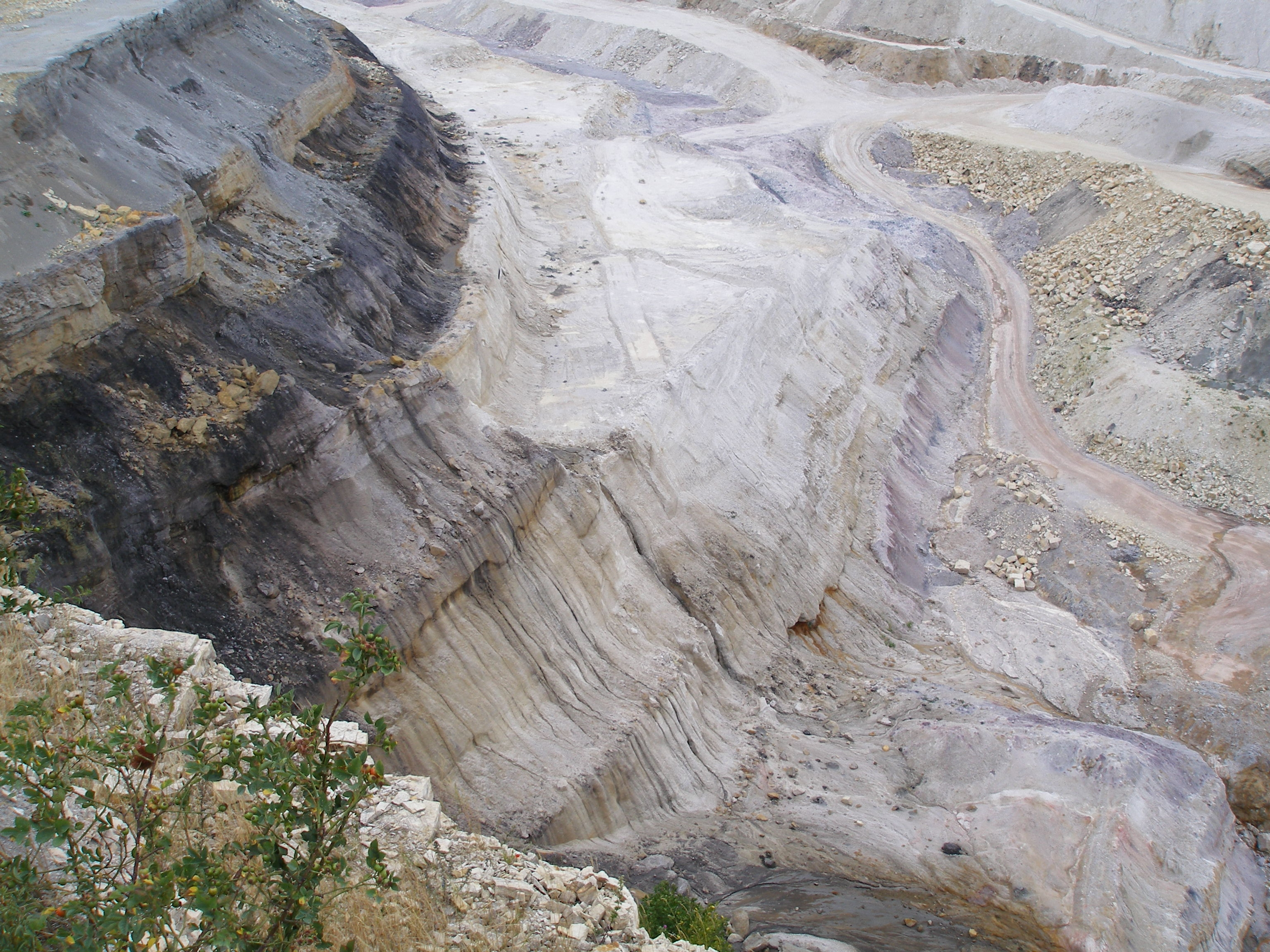
Lupkový lom u Nového Strašecí

Lupek je sedimentární hornina vzniklá usazením vrstev jílovce na dně prehistorického moře ve všech geologických obdobích. Podstatnou část lupku tvoří jílový minerál kaolinit. V Českých zemích se lupek těžil a těží například v kladensko-rakovnické pánvi nebo na Velkoopatovicku (už uzavřené doly Anna, Prokop, Březinka a doly na Hřebči). 

## Vlastnosti
Lupek je hornina tvořící vrstvy a lupeny, jež lze snadno oddělit v pravidelných útvarech. Na rozdíl od jílu je lupek pevný, ale po zpevnění přechází v jílové břidlice. Po přeměně se formuje do fylitu.

## Použití
- Jednotlivé druhy lupku se využívají v keramické výrobě, např. k výrobě ohnivzdorných a žáruvzdorných produktů.
- Vypálené lupky jsou využity jako ostřivo.
- Z lupku se vyrábí šamot.

Dřívější společnost Moravské šamotové a lupkové závody (MŠLZ) je od roku 2000 členem skupiny Preiss-Daimler Group a nese název P-D Refractories CZ a.s.

## Druhy lupku
- švartna – hořlavý